# Cherryland (Kalifornija)
Cherryland je naseljeno područje za statističke svrhe u američkoj saveznoj državi Kalifornija. Prema popisu stanovništva iz 2010. u njemu je živjelo 14,728 stanovnika.